# Edward Swann

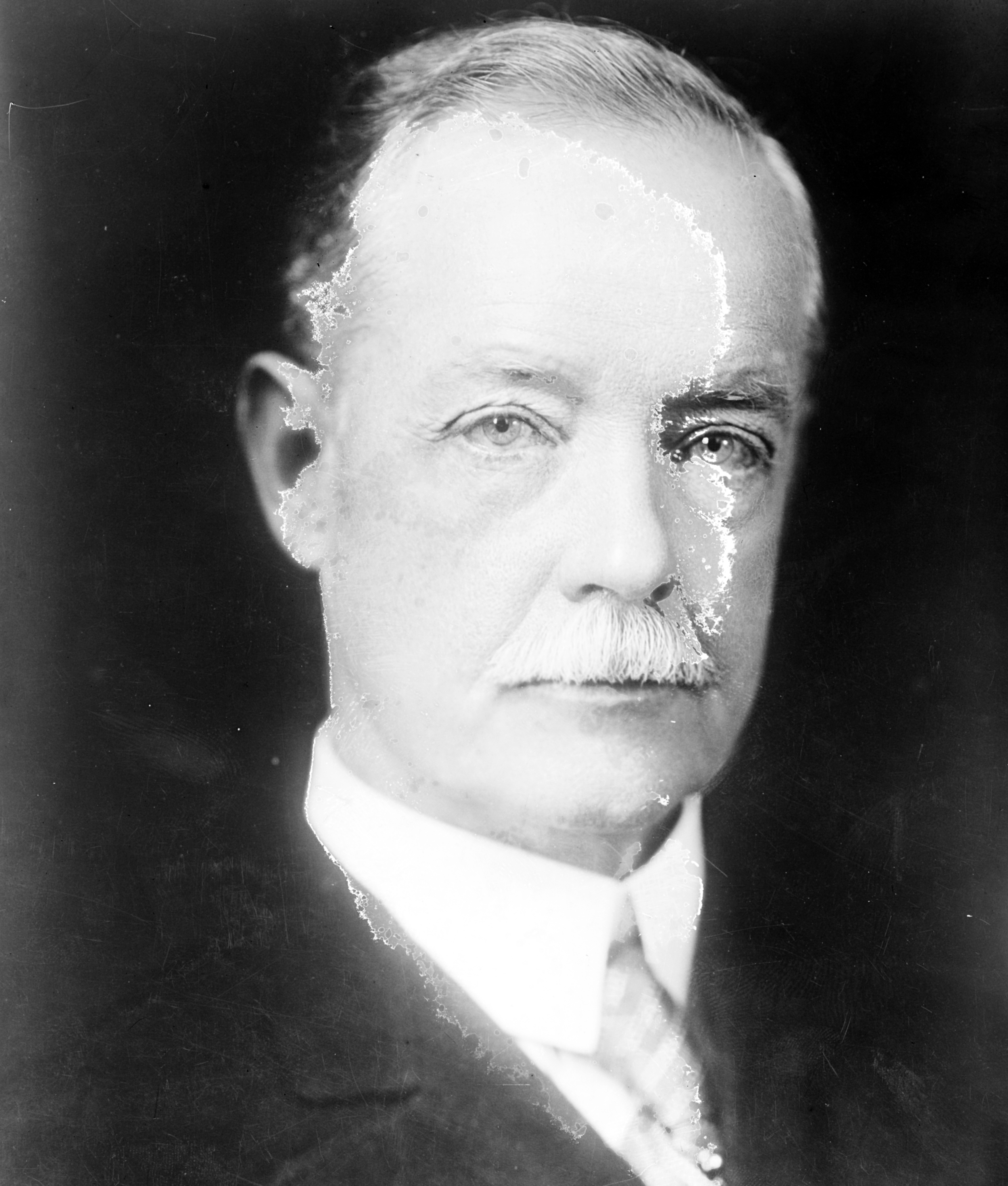
Edward Swann

Edward Swann (* 10. März 1862 bei Madison, Madison County, Florida; † 19. September 1945 in Sewall’s Point, Florida) war ein US-amerikanischer Jurist und Politiker. In den Jahren 1902 und 1903 vertrat er den Bundesstaat New York im US-Repräsentantenhaus.

## Werdegang
Edward Swann besuchte die öffentlichen Schulen seiner Heimat. Nach einem anschließenden Jurastudium am Columbia College, der heutigen Columbia University, und seiner 1886 erfolgten Zulassung als Rechtsanwalt begann er in New York City in diesem Beruf zu arbeiten. Gleichzeitig schlug er als Mitglied der Demokratischen Partei eine politische Laufbahn ein.
Nach dem Tod des Abgeordneten Amos J. Cummings wurde Swann bei der fälligen Nachwahl für den zehnten Sitz von New York als dessen Nachfolger in das US-Repräsentantenhaus in Washington, D.C. gewählt, wo er am 4. November 1902 sein neues Mandat antrat. Da er bei den regulären Kongresswahlen des Jahres 1902 nicht mehr kandidierte, konnte er bis zum 3. März 1903 nur die laufende Legislaturperiode im Kongress beenden. Im Jahr 1904 bewarb er sich dann erfolglos im 13. Wahlbezirk seines Staates um die Rückkehr in das US-Repräsentantenhaus.
Nach dem Ende seiner Zeit im Kongress praktizierte Edward Swann wieder als Anwalt in New York City. Zwischen 1908 und 1916 war er dort als Richter tätig. Danach war er von 1916 bis 1922 als Nachfolger von Charles A. Perkins Bezirksstaatsanwalt für das New York County. Dabei gab es mehrere Beschwerden wegen Amtsmissbrauchs und anderer angeblicher oder tatsächlicher Unregelmäßigkeiten. Es wurden aber keine rechtlichen Schritte gegen ihn eingeleitet. Allerdings war Swann seit 1921 nur noch selten in New York anwesend. Er überließ die Amtsgeschäfte des Bezirksstaatsanwalts seinem Stellvertreter und hielt sich meist in Missouri oder Florida auf. Nach dem offiziellen Ablauf seiner Dienstzeit im Jahr 1922 zog er sich in den Ruhestand zurück. Er starb am 19. September 1945 in Sewall’s Point.